# Lycoming O-360

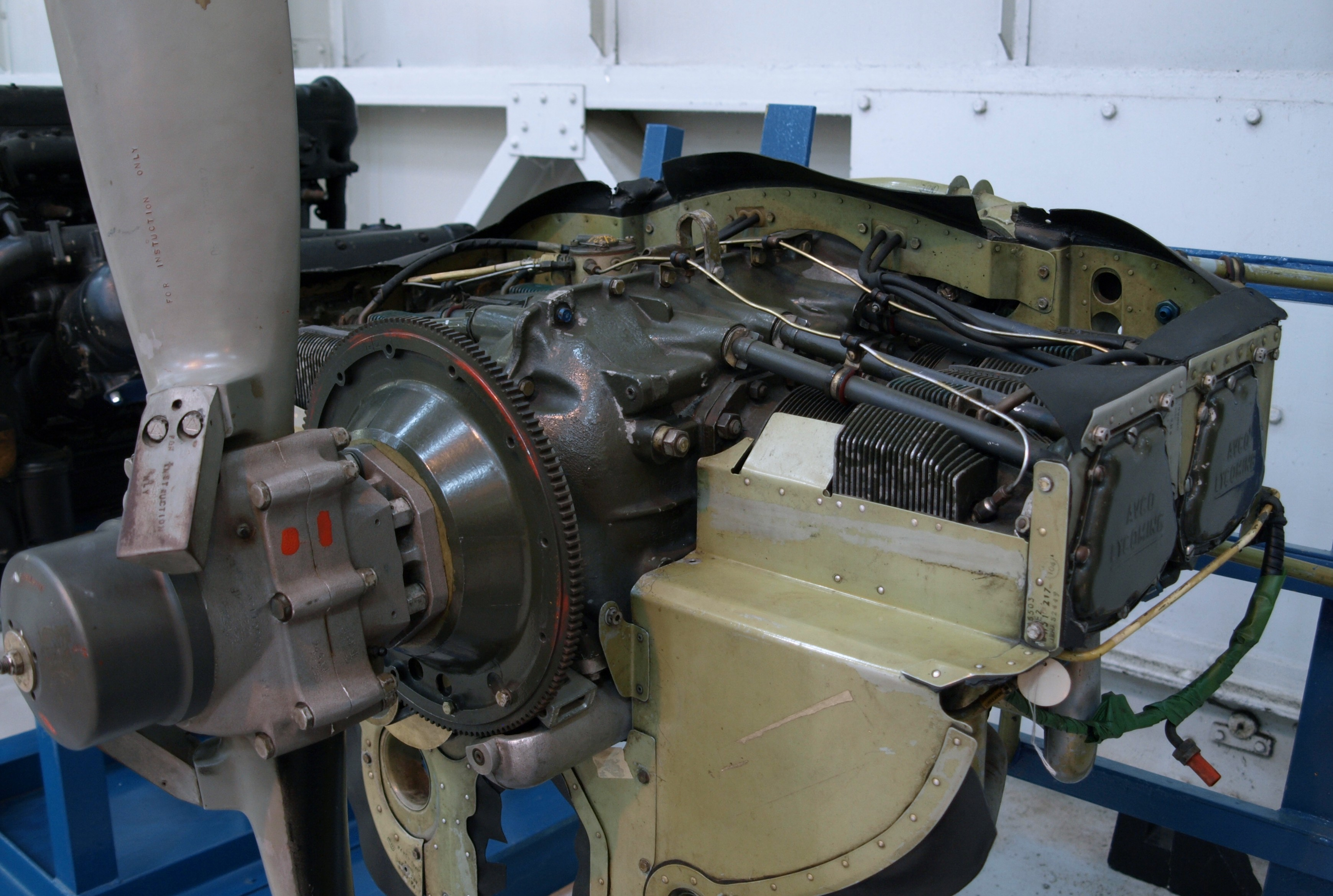
Lycoming O-360

Lycoming O-360 é uma família de motores de aeronaves a pistão de quatro cilindros, acionamento direto, oposição horizontal e refrigeração a ar, desenvolvida e fabricada nos Estados Unidos pela Lycoming. Os motores da série O-360 produzem entre 145 e 225 cavalos de potência (109 a 168   kW), com o O-360 básico que produzem 180 cavalos de potência.
A família de motores foi instalada em milhares de aeronaves, incluindo o Cessna 172, o Piper Cherokee, o Grumman Tiger e muitos modelos de experimentais. Tem um tempo nominal de fábrica entre a revisão geral (TBO) de 2000 horas  ou doze anos.  Os motores da família O-360 também são amplamente utilizados em aerobarcos, principalmente nos Hurricane Aircats utilizadoss pelo Exército dos EUA durante a Guerra do Vietnã . 
O primeiro O-360 certificado foi o modelo A1A, em 20 de julho de 1955   
A família de motores O-360 compreende 167 modelos com 12 prefixos diferentes.  
- Série carburada O-360
- Série HO-360 montada horizontalmente para instalação em helicópteros
- LO-360 igual ao O-360, mas com virabrequim rotativo à esquerda, para uso em pares em aeronaves de dois motores [3]
- Série turboalimentada TO-360
- Série de rotação esquerda turboalimentada LTO-360
- Série IO-360 injetada a combustível
- LIO-360 igual ao IO-360, mas com eixo de manivela rotativo esquerdo
- Série AIO-360 com injeção invertida (cárter seco acrobático)
- Série AEIO-360 injetada com combustível acrobático
- Série HIO-360 injetada de combustível montada horizontalmente para helicópteros
- Rotação esquerda do LHIO-360, injetada em combustível, montada horizontalmente para helicópteros
- Série TIO-360 turbo e injetada a combustível

## Aplicações
Algumas aeronaves que utilizam o motor são os aviões:
- Aero Boero 180
- Cessna 172
- Piper 180
- Mooney M20

E o helicóptero:
- Robinson R-22